# برام‌هوپ
برام‌هوپ (به انگلیسی: Bramhope) یک روستا و محله مدنی در بریتانیا است که در سیتی لیدز واقع شده‌است. برام‌هوپ ۳٬۴۰۰ نفر جمعیت دارد.